# Холандија на Светском првенству у атлетици у дворани 2016.
Холандија је учествовала на 16. Светском првенству у атлетици у дворани 2016. одржаном у Портланду (САД) од 17. до 20. марта шеснаести пут, односно учествовала је на свим првенствима до данас. Холандија је пријавила 7 такмичара (2 мушкарца и 5 жена, који су се такмичили у шест дисциплина.,
На овом првенству Холандија је по броју освојених медаља делила 5 место са 2 освојене медаље (1 златна и 1 сребрна). Поред тога оборен је 1 рекорд светских првенстава и остварена су 3 најбоља резултата сезоне.
У табели успешности према броју и пласману такмичара који су учествовали у финалним такмичењима (првих 8 такмичара) Холандија је са 3 учесника у финалу заузела 15 место са 20 бодова.
| Плас. | Земља     | 1. место | 2. место | 3. место | 4. место | 5. место | 6. место | 7. место | 8. место | Бр. финал. | Бод. |
| ----- | --------- | -------- | -------- | -------- | -------- | -------- | -------- | -------- | -------- | ---------- | ---- |
| 15.   | Холандија | 1        | 1        | 0        | 1        | 0        | 0        | 0        | 0        | 3          | 20   |

## Учесници
| Мушкарци: - Чуранди Мартина — 60 м - Хенсли Паулина — 60 м - Лимарвин Боневасија — 400 м | Жене: - Јамиле Самуел — 60 м - Дафне Схиперс — 60 м - Lisanne de Witte — 400 м - Сифан Хасан — 1.500 м - Морин Костер — 3.000 м |  |

## Освајачи медаља (2)

### Злато (1)
- Сифан Хасан — 1.500 м

### Сребро (1)
- Дафне Схиперс — 60 м

## Резултати

### Мушкарци
| Атлетичар           | Дисциплина | Лични рекорд | Квалификације | Квалификације | Полуфинале           | Полуфинале           | Финале               | Финале       | Детаљи |
| Атлетичар           | Дисциплина | Лични рекорд | Резултат      | Место         | Резултат             | Место                | Резултат             | Место        | Детаљи |
| ------------------- | ---------- | ------------ | ------------- | ------------- | -------------------- | -------------------- | -------------------- | ------------ | ------ |
| Чуранди Мартина     | 60 м       | 6,58         | 6,67 (.670)   | 4. у гр. 5    | Није се квалификовао | Није се квалификовао | Није се квалификовао | 22 / 53 (56) |        |
| Хенсли Паулина      | 60 м       | 6,64         | 6,73 КВ       | 3. у гр. 3    | 6,73                 | 7. у гр. 1           | Није се квалификовао | 23 / 53 (56) |        |
| Лимарвин Боневасија | 400 м      | 46,46        | 47,48         | 3. у гр. 5    | Није се квалификовао | Није се квалификовао | Није се квалификовао | 19 / 26 (30) |        |

### Жене
| Атлетичарка      | Дисциплина | Лични рекорд | Квалификације  | Квалификације | Полуфинале  | Полуфинале | Финале                | Финале       | Детаљи |
| Атлетичарка      | Дисциплина | Лични рекорд | Резултат       | Место         | Резултат    | Место      | Резултат              | Место        | Детаљи |
| ---------------- | ---------- | ------------ | -------------- | ------------- | ----------- | ---------- | --------------------- | ------------ | ------ |
| Јамиле Самуел    | 60 м       | 7,14         | 7,19 (.182) КВ | 2. у гр. 5    | 7,16 (.151) | 3. у гр. 1 | Није се квалификовала | 9 / 44 (45)  |        |
| Дафне Схиперс    | 60 м       | 7,00 НР      | 7,13 КВ        | 1. у гр. 2    | 7,08 КВ     | 2. у гр. 3 | 7,04                  |              |        |
| Lisanne de Witte | 400 м      | 52,49        | 53,19          | 2. у гр. 2    | 53,35       | 5. у гр. 1 | Није се квалификовала | 10 / 16 (19) |        |
| Сифан Хасан      | 1.500 м    | 3:56,05 НР   | 4:07,28        | 1. у гр. 2    |             |            | 4:04,96               |              |        |
| Морин Костер     | 3.000 м    | 8:49,18      |                |               |             |            | 8:56,44               | 4 / 13 (14)  |        |